# Sangaris penrosei
Sangaris penrosei är en skalbaggsart som beskrevs av Hovore 1998. Sangaris penrosei ingår i släktet Sangaris och familjen långhorningar.
Artens utbredningsområde är Panama. Inga underarter finns listade i Catalogue of Life.